# Oranit
Oranit (hebr. אורנית; arab. ارنيت) – samorząd lokalny położony w Dystrykcie Judei i Samarii, w Izraelu.
Leży w zachodniej części Samarii, w otoczeniu miasta Kafr Kasim, miasteczka Kafr Bara, kibucu Horeshim, osiedla Sza’are Tikwa, wioski Nirit oraz arabskiej wioski Azzun Atma. Na północny wschód od miasta przebiega mur bezpieczeństwa oddzielający Izrael od Autonomii Palestyńskiej. Po stronie palestyńskiej znajdują się arabskie wioski Salman, al-Mudawwar, al-Ashqar i Beit Amin.

## Historia
29 listopada 1947 roku Zgromadzenie Ogólne Organizacji Narodów Zjednoczonych przyjęło Rezolucję nr 181 w sprawie podziału Palestyny na dwa państwa: żydowskie i arabskie. Tutejsze tereny miały znajdować się w państwie arabskie i w wyniku wojny o niepodległość w 1948 znalazły się pod okupacją Jordanii.
Podczas wojny sześciodniowej w 1967 ziemie te zajęły wojska izraelskie.
Osada została założona 19 maja 1983, jako prywatna inicjatywa nazywana „Kompania Delta”. Jednak pierwsi mieszkańcy osiedlili się tutaj w 1985. Status samorządu lokalnego otrzymała w 1990.
W 2003 wybudowano w jej pobliżu mur bezpieczeństwa, które de facto przyłączył te ziemie do Izraela.

## Demografia
Zgodnie z danymi Izraelskiego Centrum Danych Statystycznych w 2008 roku w osadzie żyło 6,2 tys. mieszkańców.
Populacja osady pod względem wieku (dane z 2006):
| Wiek (w latach) | Procent populacji w % |
| --------------- | --------------------- |
| 0-4             | 7,5%                  |
| 5-9             | 8,8%                  |
| 10-14           | 10,4%                 |
| 15-19           | 10,5%                 |
| 20-29           | 15,8%                 |
| 30-44           | 20,5%                 |
| 45-59           | 20,4%                 |
| ponad 60        | 6,1%                  |

Źródło danych: Central Bureau of Statistics.

## Edukacja
W miejscowości znajduje się szkoła podstawowa Oranit.

## Komunikacja
Z miejscowości wyjeżdża się w kierunku południowym. Przy granicy miasteczka znajduje się skrzyżowanie z drogą nr 5050 , którą jadąc na zachód dojeżdża się do miasta Kafr Kasim, lub jadąc na wschód dojeżdża się do osiedla Sza’are Tikwa. Lokalna droga prowadzi na południe do autostrady nr 5  (Tel Awiw-Ari’el).